# Ta Kung Pao

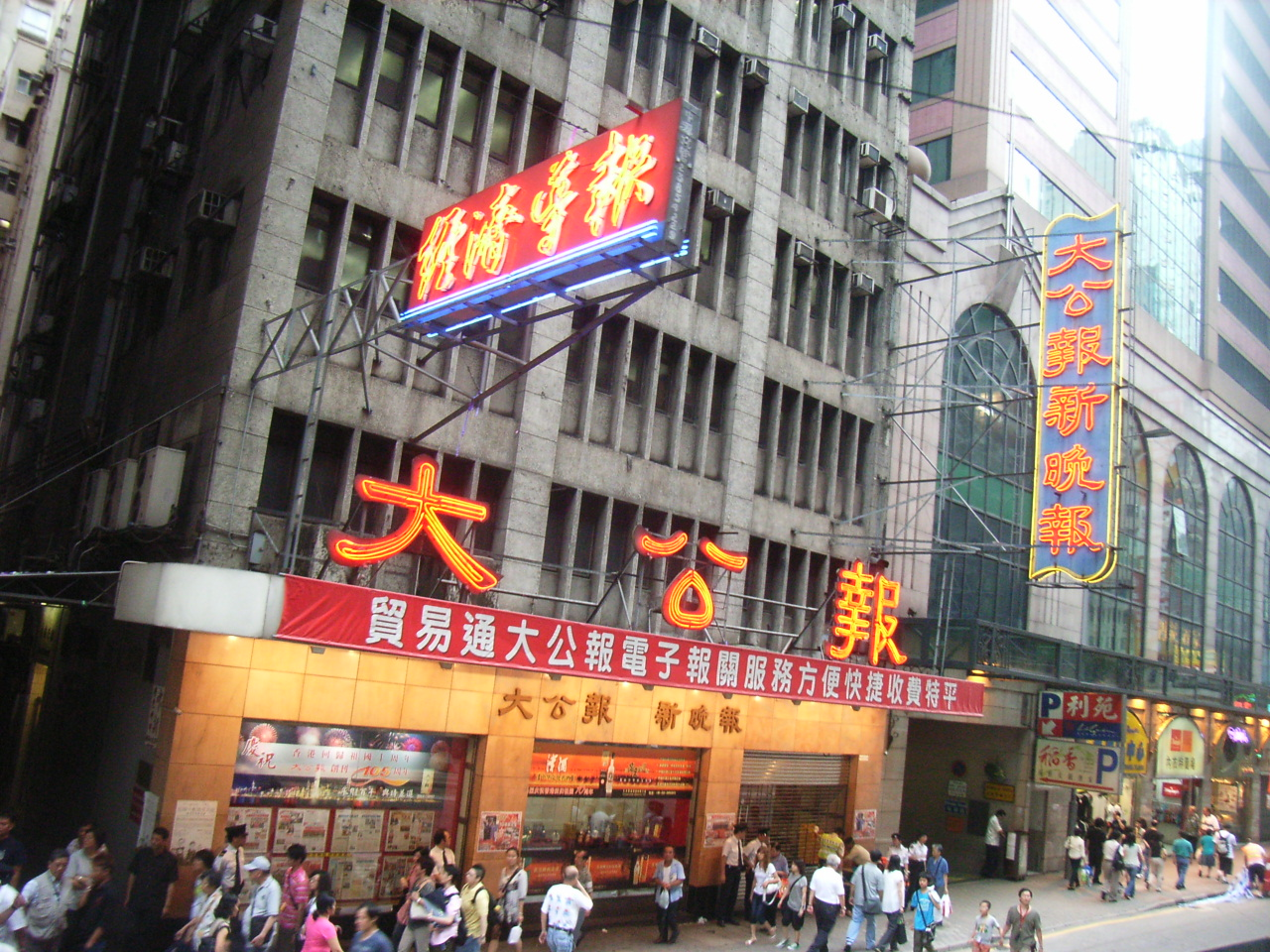
Ta Kung Pao, Wan Chai 2007

Ta Kung Pao (chinesisch 大公報 / 大公报, Pinyin Dàgōng Bào, Jyutping Daai6gung1 Bou3 – „Unparteiische Zeitung“) ist die älteste bis heute bestehende chinesischsprachige Zeitung in China. Sie hat einen Hauptsitz in Peking, einen Hauptsitz für die pazifisch-asiatische Region in Hongkong und unterhält mehrere Lokalredaktionen in Shanghai, Tianjin, Guangzhou sowie der Inneren Mongolei. Ta Kung Pao zählt neben Wen Wei Po – 文匯報, Hong Kong Commercial Daily – 香港商報 – und Hong Kong Economic Herald – 香港經濟導報 – zu den vier großen linken Printmedien Hongkongs – 四大左報.

## Geschichte
Gegründet wurde das Blatt am 17. Juni 1902 zur Zeit der kaiserlichen Qing-Regierung im französischen Pachtgebiet von Tianjin durch Ying Lianzhi – 英斂之, der auch Vincentius Ying genannt wurde (Großvater des Schauspielers und Politikers Ying Ruocheng) mit dem Ziel, China „dabei zu helfen, eine moderne und demokratische Nation zu werden“. In den Anfangsjahren führte die Zeitung neben den chinesischen Titel – 大公報 – auch den zusätzlichen französischsprachigen Titel – L’Impartial – „Die Unparteiische“. Die Ausrichtung des Blattes war anfänglich kritisch gegenüber Parteien, Regierungen, Wirtschaftsunternehmen und Personen. Es verurteilte Repressalien und kritisierte offen die Kaiserinwitwe Cixi und die konservativen Führer im China kurz nach der Jahrhundertwende, verlangte demokratische Reformen und war eine der ersten, die die moderne standardisierte báihuà-Sprache verwendeten. Für die Ta Kung Pao arbeitete u. a. die bekannte chinesische Schriftstellerin und Frauenrechtlerin Lü Bicheng. 1904 traf sie dort die Revolutionärin Qiu Jin, und es kam zu einer Diskussion über die Zukunft Chinas.
Nach der Xinhai-Revolution von 1911 sank der Leserkreis ständig. 1916 übernahm Wang Zhilong – 王郅隆 – das Blatt; dennoch musste es 1925 kurzzeitig ganz eingestellt werden.
Bereits am 1. September 1926 gründeten Wu Dingchang – 吳鼎昌, Hu Zhengzhi – 胡政之 und Zhang Jiluan – 張季鸞 – die Zeitung in Tianjin neu. Unter dem Motto „Keine Verflechtungen mit Parteien, keine politischen Unterstützungskampagnen, keine Eigenwerbung, keine Ignoranz“ – 不黨, 不賣, 不私, 不盲 – kamen nun scharfzüngige politische Stellungnahmen ins Blatt, insbesondere, als der Zweite Weltkrieg begann, gegen die Japaner. Dadurch stieg die Auflage wieder deutlich an. Im Kriegsverlauf flohen die Journalisten vor den vorrückenden Japanern aus einzelnen Regionen in andere Städte wie Shanghai, Hankou, Chongqing, Guilin und Hongkong und setzten dort die Redaktionsarbeit fort.
Nach Kriegsende gründete Chefherausgeber Wong Wansang – 王芸生Wong Wansang (王芸生,  Wáng Yúnshēng, Jyutping Wong4 Wan4sang1), gründete die Zeitung Ta Kong Pao neu nach dem Zweiten Weltkrieg (Pazifikkrieg). – die Ausgabe Shanghai am 1. November 1945 im Originalformat und -stil neu. Der Plan, auch neue Ausgaben in weiteren Städten wie Guangzhou auf den Markt zu bringen, musste nach dem Ausbruch des Chinesischen Bürgerkrieges fallengelassen werden. Im März 1948 wurde die Ausgabe Hongkong neu herausgebracht. In der Zeit der Republik China war das Blatt eine der bedeutenden Zeitungen. Auch nach 1949 unter dem neuen Herausgeber Fei Yi Ming in Hongkong blieb es als eine der wenigen Presseorgane, die die Kriegszeiten überlebt hatten, einflussreich. Seit 1949 wird sie von der Regierung der Volksrepublik China finanziell unterstützt und gilt weithin als Sprachrohr der Kommunistischen Partei Chinas. Die Printauflage ist heute nur noch sehr klein und liegt unter 10.000 verkauften Exemplaren pro Tag. Ta Kung Pao war 1995 die erste chinesischsprachige Zeitung mit einem Internetauftritt.